# 超代数
数学和理论物理中，'超代数指的是Z2-分次代数。也就是说，它是交换环或域上的代数，可以分解为“奇偶”两部分，并有对次数进行运算的乘法算子。
“超”来自理论物理中的超对称。超代数及其表示（超模）为超对称提供了代数框架。对这类对象的研究有时也被称作超线性代数。超代数在相关的超几何领域也发挥着重要作用，它们进入了分次流形、超流形和超概形。

## 形式定义
令K为交换环。在大多数应用中，K是特征为0的域，如R、C等。
K上的超代数是具有直和分解的K-模A：
{\displaystyle A=A_{0}\oplus A_{1}}
以及双射乘法{\displaystyle A\times A\to A}，使
{\displaystyle A_{i}A_{j}\subseteq A_{i+j}}
其中下标读作模2，即将其看做{\displaystyle \mathbb {Z} _{2}}的元素。
超环或{\displaystyle \mathbb {Z} _{2}}分次环是整数环{\displaystyle \mathbb {Z} }上的超代数。
每个{\displaystyle A_{i}}中的元素称作齐次的。齐次元x的奇偶性记作|x|，根据是在{\displaystyle A_{0}}还是在{\displaystyle A_{1}}中取0或1的值。称奇偶性为0的元素是偶的，奇偶性为1的元素是奇的。若x、y都齐次，则积xy也齐次，且{\displaystyle |xy|=|x|+|y|}。
结合超代数指乘法符合结合律的超代数，含幺超代数是指有乘法单位元的超代数。含幺超代数中的单位元必须是偶的。除非另有说明，本文中所有超代数都假定是结合含幺的。
交换超代数（或超交换代数）是一种满足交换律的分次版本的超代数。具体来说，若对A中所有齐次元x、y
{\displaystyle yx=(-1)^{|x||y|}xy\,}
则称A交换。有些超代数在普通意义上是交换的，而在超代数意义上不是，因此为避免混淆，交换超代数常称作“宠爱交换”。

## 例子
- 交换环K上任意代数都可视作K上的纯偶超代数，即将{\displaystyle A_{1}}视作平凡的。
- 任何Z-或N-分次代数都可通过读取次数模2被视为超代数。这包括张量代数和K上的多项式环等例子。
- 特别地，K上任何外代数都是超代数，外代数是超交换代数的标准例子。
- 对称多项式与交替多项式分别构成同一超代数的偶部分和奇部分，注意这是与分次不同的分级。
- 克利福德代数是超代数，通常是非交换的。
- 超向量空间所有自同态的集合（记作{\displaystyle \mathbf {End} (V)\equiv \mathbf {Hom} (V,V)}，其中粗体的{\displaystyle \mathrm {Hom} }被称作内部（interval）{\displaystyle \mathrm {Hom} }，由所有线性映射组成）形成了组合运算下的超代数。
- 元素属于K的所有超方阵的集合形成了超代数，记作{\displaystyle M_{p|q}(K)}。此代数可以视作等同于秩为{\displaystyle p|q}的K上自由超模的自同态代数，是这空间的内部Hom。
- 李超代数是李代数的分次类似物。李超代数是无幺、非结合的，但可以构造类似于李超代数的泛包络代数，它是含幺结合超代数。

## 进一步的定义与构造

### 偶子代数
令A为交换环K上的超代数。子模{\displaystyle A_{0}}包含所有偶元，对乘法封闭，包含A的单位元，因此形成了A的子代数，自然地称作偶子代数，构成了K上的普通代数。
所有奇元素{\displaystyle A_{1}}的集合是{\displaystyle A_{0}}-双模，其标量乘法就是A中的乘法。A中的积使{\displaystyle A_{1}}具有双线性形式
{\displaystyle \mu :A_{1}\otimes _{A_{0}}A_{1}\to A_{0}}
使得{\displaystyle \forall x,\ y,\ z\in A_{1},}
{\displaystyle \mu (x\otimes y)\cdot z=x\cdot \mu (y\otimes z)}
这源于A中积的结合性。

### 次对合
任何超代数上都有规范的对合自同构，称作次对合（grade involution），在齐次元上表为
{\displaystyle {\hat {x}}=(-1)^{|x|}x}
在任意元上表为
{\displaystyle {\hat {x}}=x_{0}-x_{1}}
其中{\displaystyle x_{i}}是x的齐次部分。若A无2-扭子（特别是若2可逆），则次对合可区分A的奇偶部分：
{\displaystyle A_{i}=\{x\in A:{\hat {x}}=(-1)^{i}x\}.}

### 超交换
A上的超交换子（supercommutator）是齐次元的二元运算
{\displaystyle [x,y]=xy-(-1)^{|x||y|}yx}
并可以线性推广到A的所有元素。若{\displaystyle \exists x,\ y\in A,\ [x,\ y]=0}，称x、y超交换。
A的超中心（supercenter）是A中与所有元素超交换的元素集合：
{\displaystyle \mathrm {Z} (A)=\{a\in A:[a,x]=0{\text{ for all }}x\in A\}.}
一般来说A的超中心与作为未分次代数的特征的中心不同。交换超代数的超中心是A的全部元素。

### 超张量积
两超代数A、B的分次张量积可视作超代数{\displaystyle A\otimes B}，乘法规则为
{\displaystyle (a_{1}\otimes b_{1})(a_{2}\otimes b_{2})=(-1)^{|b_{1}||a_{2}|}(a_{1}a_{2}\otimes b_{1}b_{2}).}
若A或B是纯偶的，则这等同于普通的未分次张量积（不过结果是分次的）。但总之，超张量积一般不同于将A、B视作普通未分次代数的张量积。

## 推广与范畴论定义
可以很容易地将超代数的定义推广到包括交换超环上的超代数。上述定义是基环为纯偶的特例。
令R为交换超环。R上的超代数（superalgebra）是R-超模A，具有遵从分次的R-双线性乘法{\displaystyle A\times A\to A}。此处双线性意味着对所有齐次元{\displaystyle r\in R,\ x,\ y\in A,}
{\displaystyle r\cdot (xy)=(r\cdot x)y=(-1)^{|r||x|}x(r\cdot y)}
等价地，可以把R上的超代数定义为超环A与超环同态{\displaystyle R\to A}，其像位于A的超中心。
超代数还有范畴论定义。所有R-超模组成的范畴在超张量积下形成幺半范畴（monoidal category）（R为单位对象）。接着，R上的结合含幺超代数可定义为R-超模范畴中的幺半对象（monoid）；即，超代数是具有两个（偶）态射
{\displaystyle {\begin{aligned}\mu &:A\otimes A\to A\\\eta &:R\to A\end{aligned}}}
的R-超模A，其通常图是交换的。